# Frans Karjagin
Frans Karjagin (Helsinki, 11 juni 1909 – Hyvinkää, 16 juli 1977) was een voetballer uit Finland, die speelde als verdediger voor HIFK Helsinki gedurende zijn carrière. Hij overleed op 68-jarige leeftijd in Hyvinkää.

## Interlandcarrière
Karjagin, bijgenaamd Frade, speelde in totaal 58 interlands voor Finland in de periode 1929–1941, zonder een doelpunt te maken voor de nationale ploeg. Hij vertegenwoordigde zijn vaderland bij de Olympische Spelen van 1936 in Berlijn, Duitsland, waar Finland in de eerste ronde werd uitgeschakeld na een 7-3 nederlaag tegen Peru. Doelpuntenmakers namens Finland waren Ernst Grönlund, Pentti Larvo en William Kanerva.

## Erelijst
HIFK Helsinki
- Landskampioen

1930, 1931, 1933, 1937